# Esclavage au Niger
Bien que l'esclavage soit interdit depuis 1999 et criminalisé depuis 2003 au Niger, des milliers d'adultes et d'enfants continuent d'être la propriété d'une personne ou d'une famille (environ 800 000 esclaves au Niger en 2015). 

## Structure sociale et ethnique
Chez les populations arabes, peuls, toubous et touaregs, des maîtres continuent de disposer à leur guise d’esclaves, de leur travail, de leurs enfants et de leurs biens,.

## Histoire
De 1903 à 1905, une enquête fut menée sur l’esclavage, qui disparut du débat mais resta présent. C'est en 1901 que la circulaire Ponty interdit au propriétaires d'esclaves de reprendre les fugitifs refugiés auprès de l'Administration française. L'indépendance du pays ne changea pas la situation.

## Situation actuelle
La persistance de l’esclavage traditionnel au Niger est favorisée par le silence souvent complice de certains intellectuels nigériens qui sont principalement issus du milieu de la chefferie traditionnelle. Des milliers d'adultes et d'enfants continuent d'être la propriété d'une personne ou d'une famille. Les ONG doivent affronter le poids des coutumes et des tabous.
On estime qu'il y aurait entre 43 000 et 800 000 esclaves au Niger au sein des communautés touareg et arabe vivant au sud du Sahara.
Selon Ali Bouzou, secrétaire général de l’ONG abolitionniste Timidria, le Niger comporte, en 2015, 870 363 esclaves. Ali Bouzou évoque en particulier la pratique de la cinquième épouse, la wahaya. Il s'agit de jeunes femmes, parfois mineures et d’ascendance servile, enlevées leurs parents pour être vendues et mariées, elles sont alors exploitées, voir pour certaines abusées sexuellement.